# Arthur Kampf

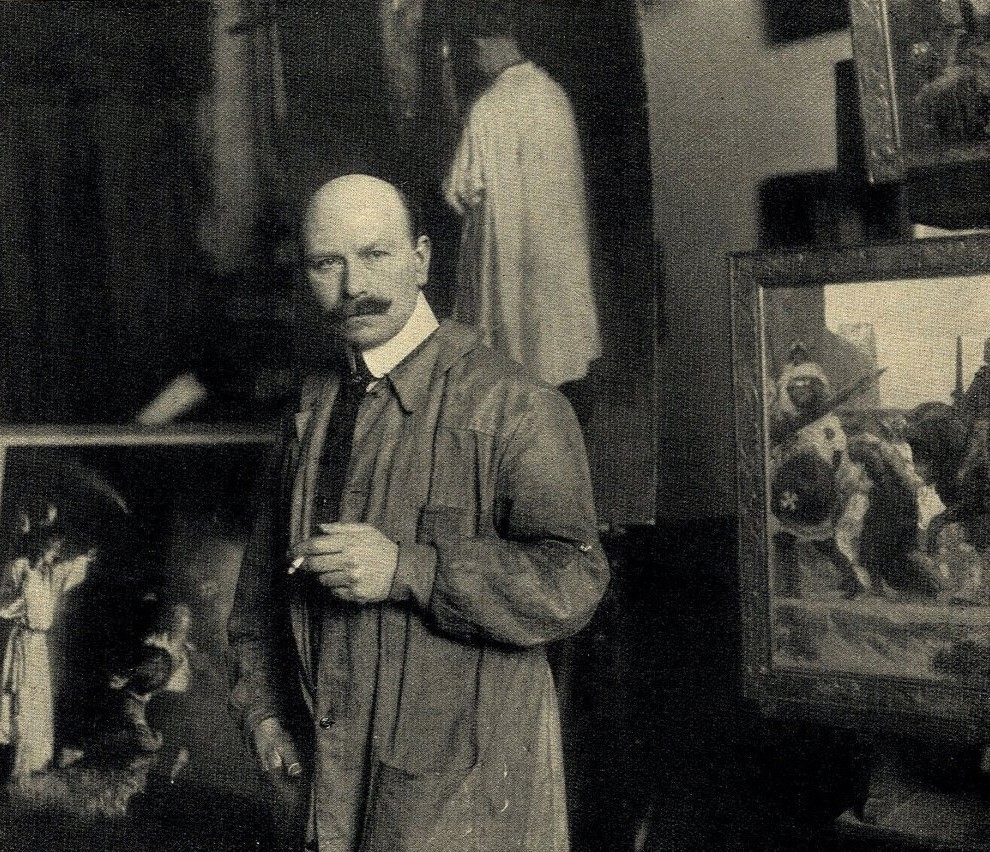
Arthur Kampf in seinem Atelier, Foto von Aura Hertwig (1902)

Egbert Paul Arthur Kampf (* 28. September 1864 in Aachen; † 8. Februar 1950 in Castrop-Rauxel), war ein deutscher Historien-, Genre- und Porträtmaler der Düsseldorfer Schule sowie Hochschullehrer in Düsseldorf und Berlin.

## Leben

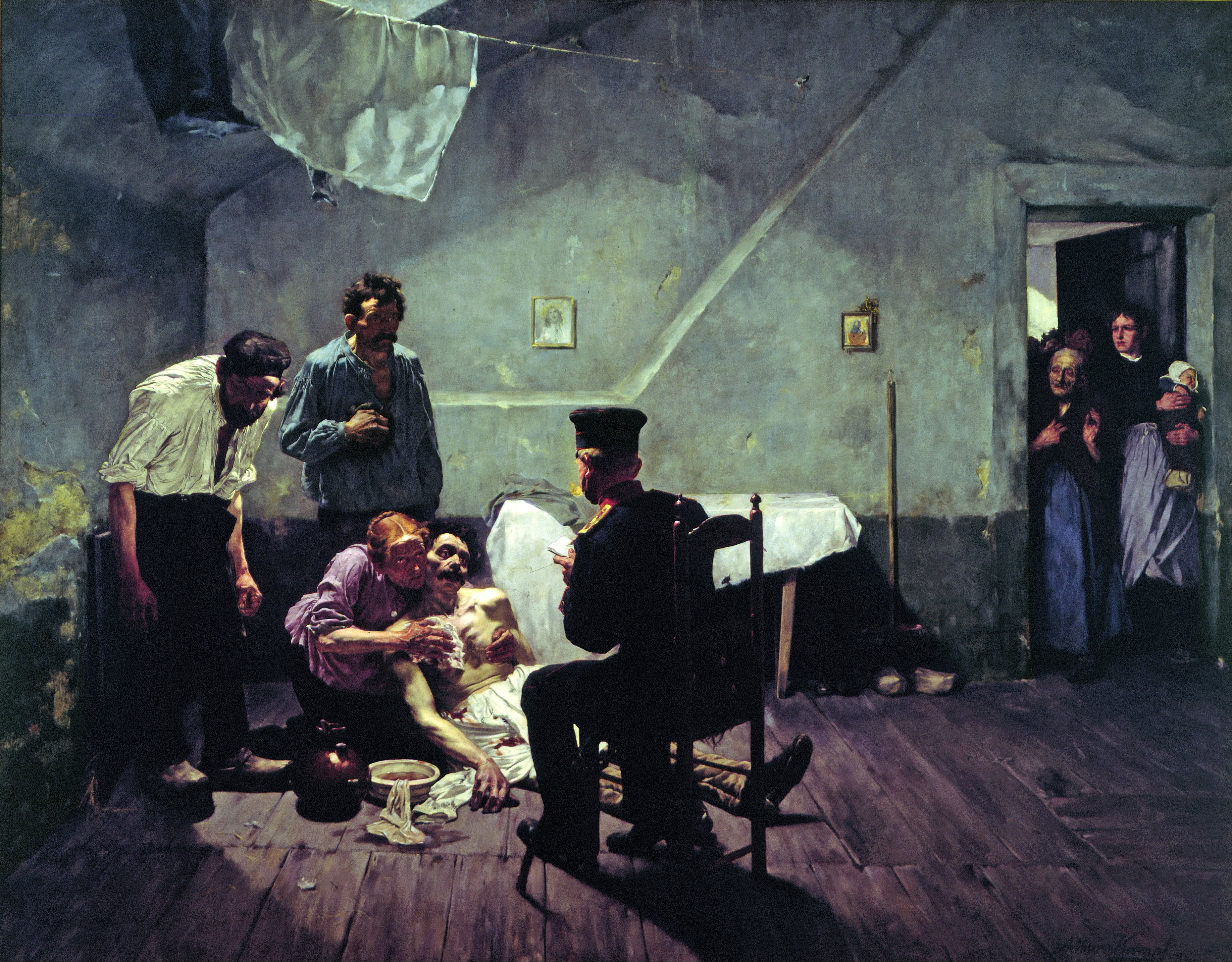
Die letzte Aussage (1886)

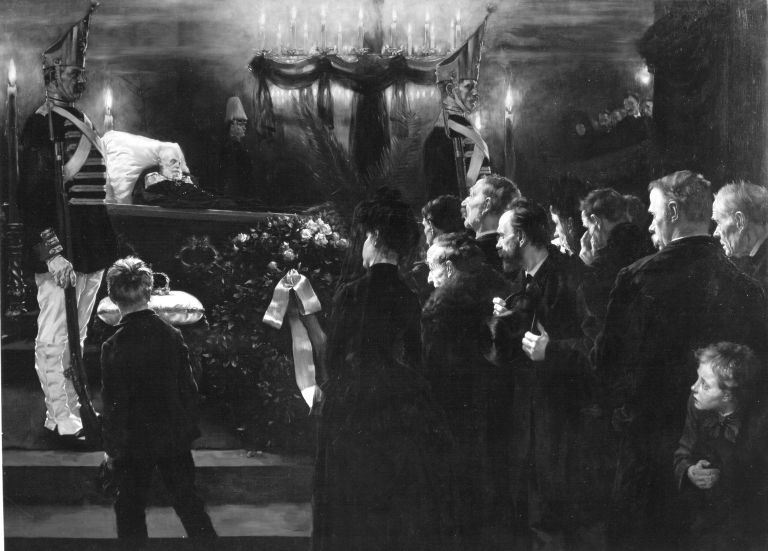
Aufbahrung der Leiche Kaiser Wilhelms I. im Berliner Dom (1888)

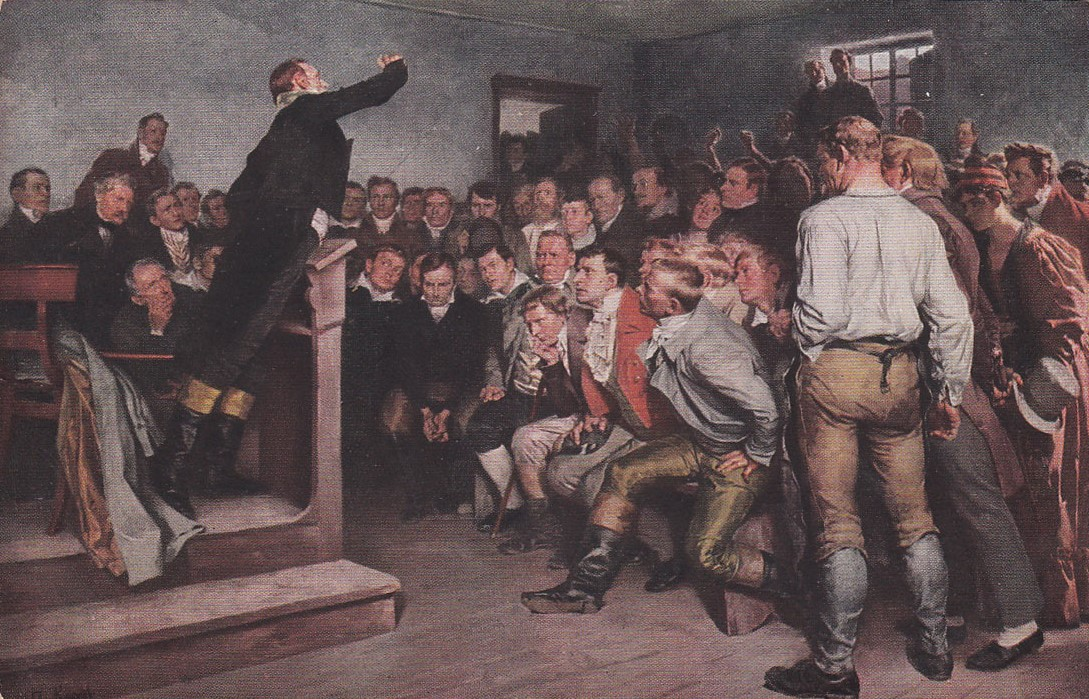
Professor Henrik Steffens begeistert seine Zuhörer für den Freiheitskrieg, Breslau 1813 (1891, verschollen)

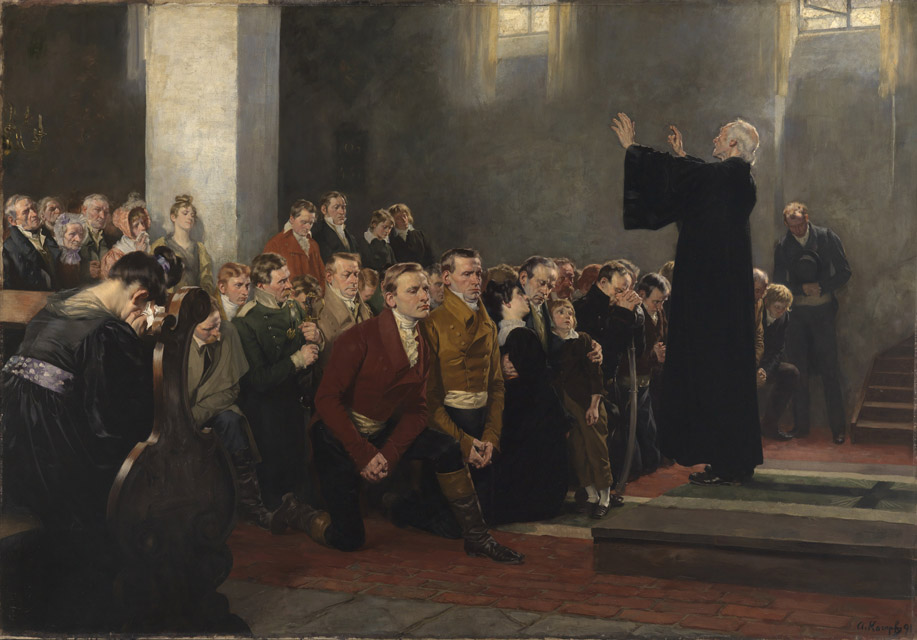
Einsegnung von Lützows Freiwilligen in der Kirche zu Rogau (1891)

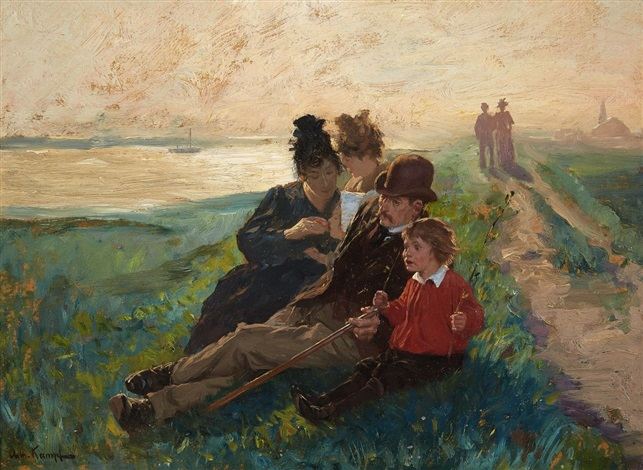
Ein Sommerausflug auf den Rheinwiesen bei Düsseldorf (1900)

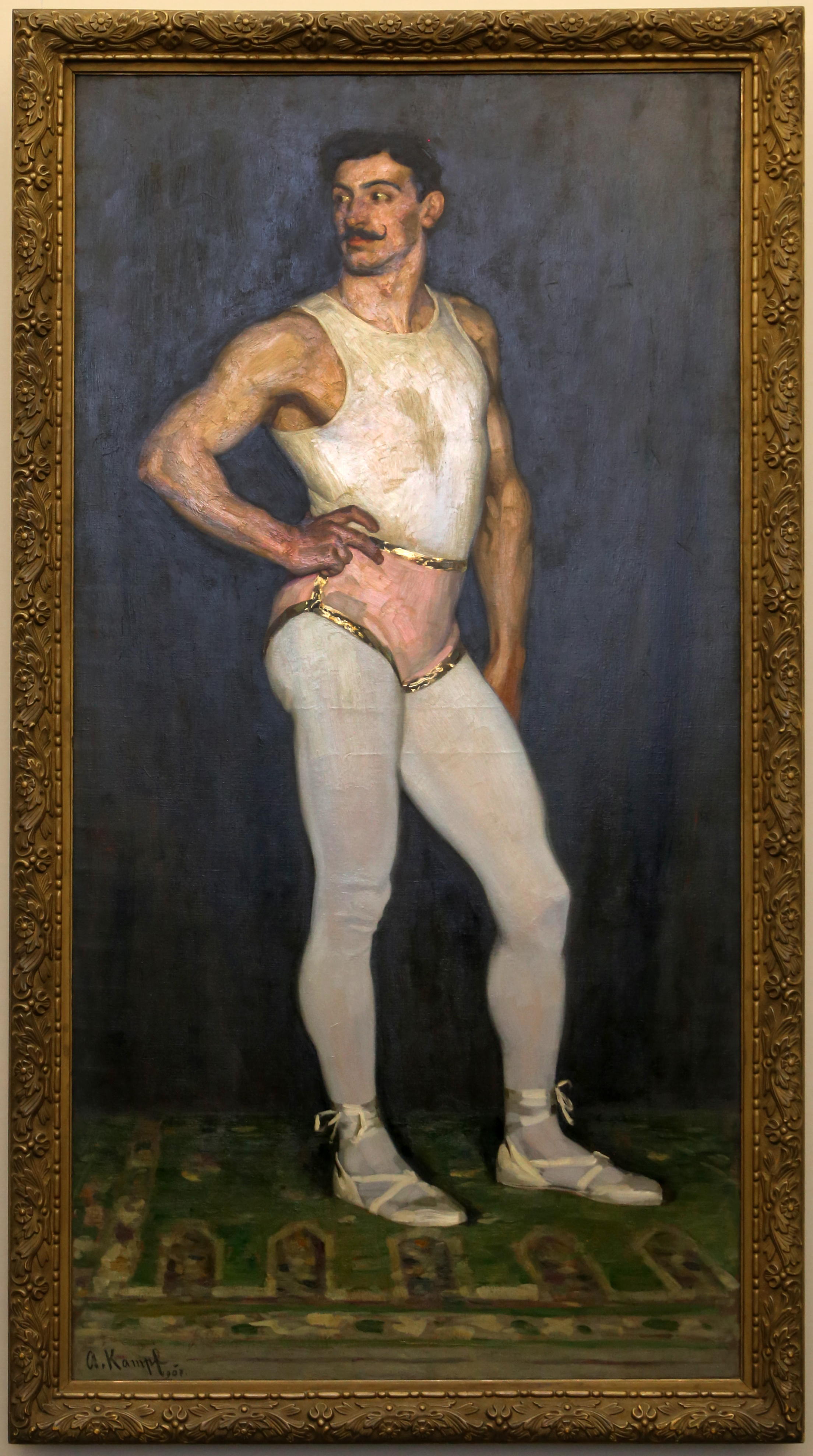
Der Artist (1907)

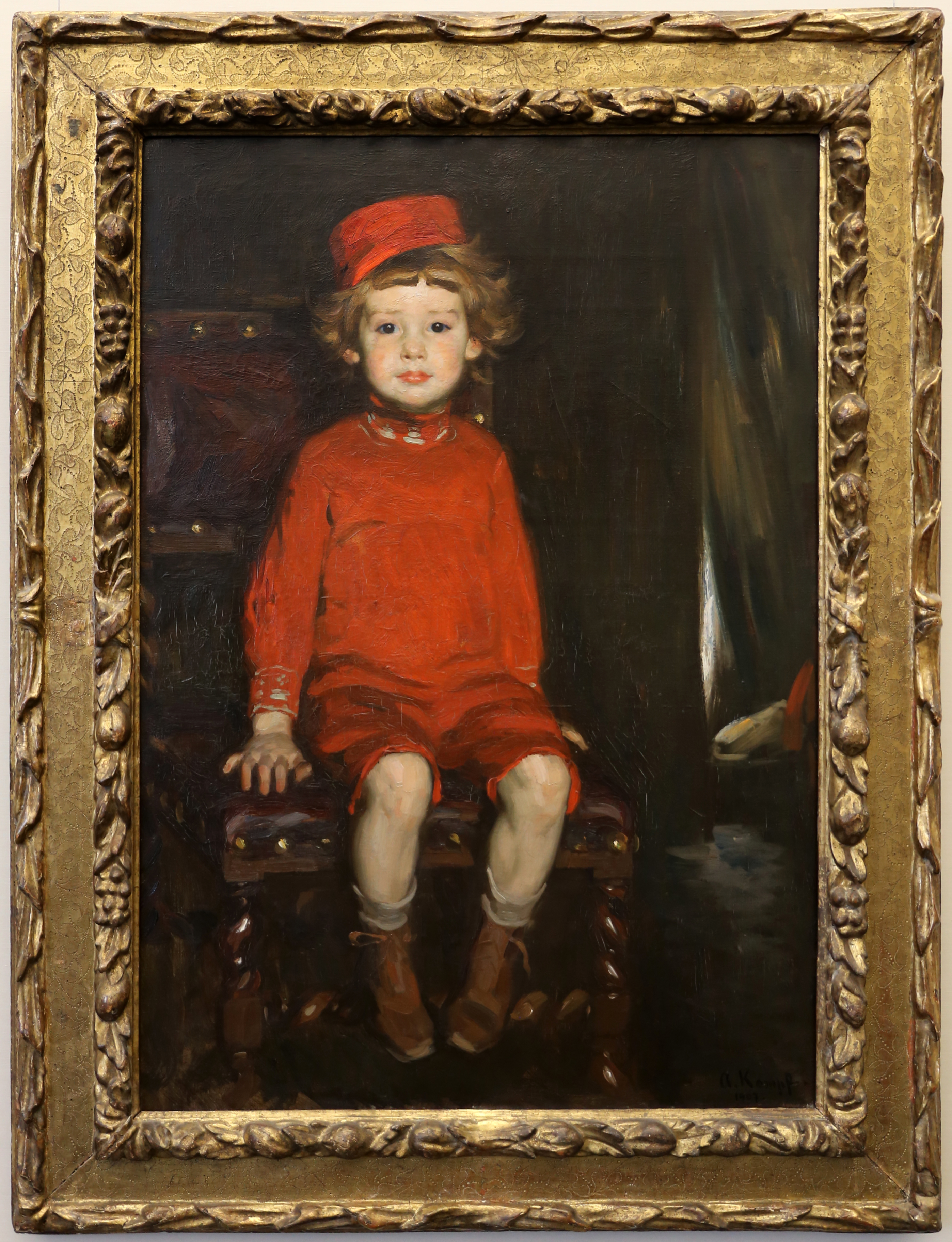
Knabe in Rot (1907)

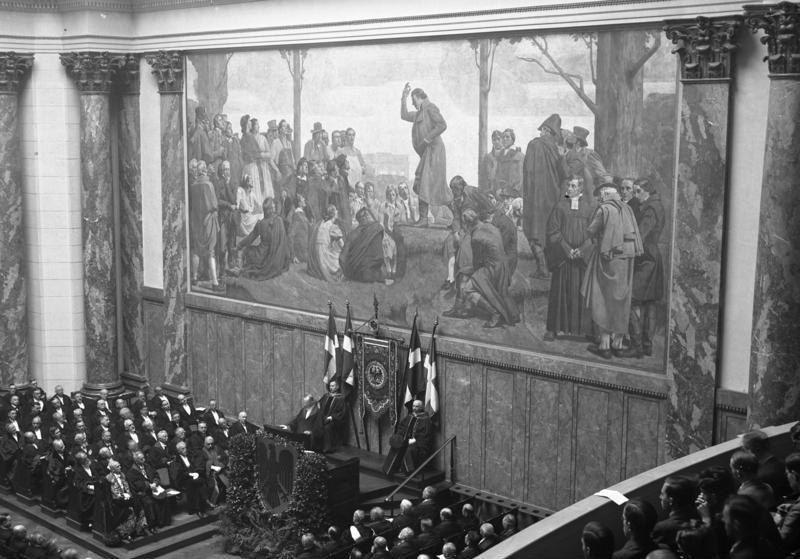
Fichtes Rede An die deutsche Nation (1913/14) in der Aula der Berliner Universität (1933)

Arthur Kampf war Sohn des Aachener Malers und kaiserlichen Hoffotografen August Kampf und dessen Ehefrau Maria, geborene Westendorp (1837–1890), sowie Neffe des Hildener Fabrikanten und Politikers Johann Wilhelm Kampf. Nach erster künstlerischer Ausbildung bei Nikolaus Salm in Aachen studierte er ab 1879 an der Düsseldorfer Kunstakademie, hauptsächlich bei Peter Janssen dem Älteren, dessen Meisterschüler er ab 1883 war. Weitere dortige Lehrer waren Andreas Müller, Eduard von Gebhardt, Carl Ernst Forberg und Julius Roeting. Nach Abschluss seiner Ausbildung wurde er 1887 Hilfslehrer und 1893 Professor an der Düsseldorfer Kunstakademie. Auf einer Parisreise, die er 1885 mit dem Landschaftsmaler Helmuth Liesegang durchführte, kam er mit der Malerei von Jean-François Millet und Jules Bastien-Lepage in Berührung. Dadurch beeinflusst schuf er 1886 das Gemälde Die letzte Aussage, 1888 die Aufbahrung der Leiche Kaiser Wilhelms I. Mit diesen Frühwerken gelang ihm der künstlerische Durchbruch. Für den Entwurf Gebet nach der Schlacht bei Leuthen zu einem Fresko, das er bis 1888 im Privathaus des Dürener Fabrikanten Leopold Peill (1846–1925) fertig stellte, gewann er 1886 eine Konkurrenz der Freiherr von Bielschen Stiftung für Fresko-Malerei.
Nachdem Kampf weitere Studienreisen unternommen hatte, so 1897 eine Spanienreise, die ihn dazu brachten, bevorzugt Menschen aus dem Volk, Arbeiter und Tänzerinnen darzustellen und viele Bildnisse zu schaffen, erhielt er 1898 eine Berufung als Atelierleiter der Kunstakademie in Berlin. 1901 wurde er dort ordentliches Mitglied der Königlichen Akademie der Künste. Von 1907 bis 1912 leitete er sie als Präsident. Als solcher genoss er hohe gesellschaftliche Anerkennung und prägte das kulturelle Leben der Reichshauptstadt mit. 1902 erhielt er auf der Großen Berliner Kunstausstellung eine große Goldmedaille. Um 1905 hatte Kampf maßgeblichen Anteil an der farblichen Gestaltung des Gesamtraumes des sogenannten „Magdeburger Saales“ im Kulturhistorischen Museum Magdeburg, der für die Unterbringung der mittelalterlichen Exponate zur Geschichte der Stadt Magdeburg vorgesehen war, sowie der Decken, der angrenzenden Nebenräume und der Kapelle des Hauses.
Im Jahre 1912 wurde Kampf der württembergische Personaladel zuerkannt. Von 1915 bis 1925 war er als Nachfolger  Anton von Werners Direktor der Hochschule für Bildende Künste in Berlin (heute Universität der Künste Berlin) und wurde als Mitglied in die Preußische Akademie der Künste aufgenommen. 1922 wurde ihm die Ehrendoktorwürde der Technischen Hochschule Berlin verliehen. Kurz nach Ausbruch des Ersten Weltkriegs, im September 1914, unterzeichnete Kampf neben 92 anderen prominenten Persönlichkeiten das Manifest Aufruf an die Kulturwelt.
Nach der Machtübernahme der Nationalsozialisten trat er zum 1. Mai 1933 der NSDAP bei (Mitgliedsnummer 3.020.058). 1937 wurde er zum Vorsitzenden der Abteilung Bildende Kunst in der Preußischen Akademie der Künste berufen. Auf der Großen Deutschen Kunstausstellung 1939 im Münchener Haus der Deutschen Kunst war er mit verschiedenen Werken vertreten, darunter Das Walzwerk und Der Kampf des Lichts gegen die Finsternis, einer Leihgabe der Reichskanzlei. 1934 wurde er mit der Goethe-Medaille ausgezeichnet. 1938 erhielt er den Titel Professor, 1939 den Adlerschild des Deutschen Reiches mit der Inschrift DEM DEUTSCHEN MALER.
1944, in der Endphase des Zweiten Weltkriegs, wurde Kampf von Hitler persönlich als einer von nur vier Malern in die Sonderliste der sogenannten Gottbegnadeten-Liste aufgenommen. Ab 1945 lebte er in Angermund bei Düsseldorf und in Castrop-Rauxel. Nach dem Zweiten Weltkrieg geriet er allmählich in Vergessenheit, auch weil ein Großteil seiner Werke im Krieg vernichtet worden war oder verschollen ist. Zu seinem Tode im Jahr 1950 veröffentlichte der Museumsverein Aachen Kampfs Erinnerungen unter dem Titel Aus meinem Leben.

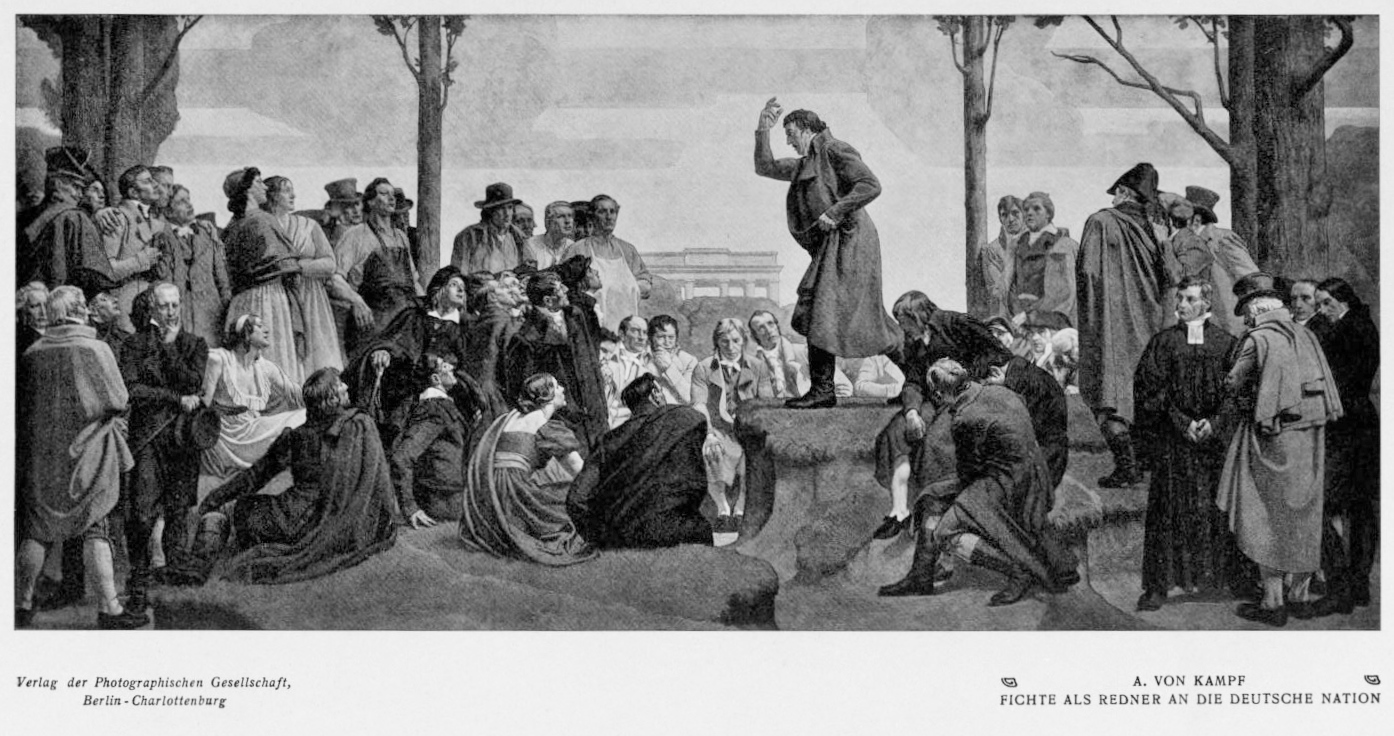
Fichte als Redner an die deutsche Nation in der Neuen Aula der Berliner Universität (1915)

Arthur Kampf war seit 1889 verheiratet mit Mathilde (1869–1950), der jüngsten Schwester des Malers Willy Spatz. Das Paar hatte vier Söhne, darunter Herbert Kampf, der Maler und Grafiker wurde. Kampfs Schwägerin, Lydia Spatz, war seit 1887 mit dem Maler und zeitweiligen Kunstprofessor in Aachen Alexander Frenz verheiratet. Eugen Kampf (1861–1933), sein Bruder, war ebenfalls Maler sowie Professor an der Kunstakademie Düsseldorf. Maler wurde auch dessen Sohn Ari Walter Kampf (1894–1955).
Neben seiner Mitgliedschaft im Verband der rheinisch-westfälischen Künstler (Ehrenmitglied), in der Gesellschaft deutscher Aquarellisten und im Verband deutscher Illustratoren war er in Berlin Mitglied im Verein Berliner Künstler (1900–1930). In Düsseldorf gehörte Kampf dem Künstlerverein Malkasten (1887–1898, Ehrenmitglied seit 1947), dem Künstlerklub St. Lucas (1892–1903), dem Verein der Düsseldorfer Künstler sowie der Freien Vereinigung Düsseldorfer Künstler an. Außerdem war er ordentliches Mitglied der Düsseldorfer Freimaurerloge Zu den drei Verbündeten und Ehrenmitglied der Freimaurerloge Zur Wahrheit und Treue in Neuwied.

## Künstlerisches Werk
Kampf war ein Historien-, Genre- und Porträtmaler der Düsseldorfer Schule. Auch war er Landschafts- und Industriemaler, Illustrator, Zeichner, Radierer und Lithograf. Seine Bilder zeigen neben Bildnissen und Genremotiven hauptsächlich historische Motive, etwa um die Person Friedrichs des Großen, und Auseinandersetzungen mit Kriegsereignissen, etwa aus der Zeit der Befreiungskriege und 1915 von der Westfront. In der Darstellung der männlichen Figur, insbesondere des Arbeiters und des Soldaten, pflegte er einen heroisierenden Männlichkeitskult. Einige seiner Darstellungen wurden in der Propaganda beider Weltkriege genutzt. Als Historienmaler und Repräsentant der Wilhelminischen Epoche geriet er in den 1920er Jahren zunehmend ins Abseits. Nachdem er 1924 die Berliner Akademie verlassen hatte, produzierte er Auftragsarbeiten, darunter zwei Porträts von Mustafa Kemal Atatürk (1925). Die Etablierung des NS-Regimes, durch die er staatlicherseits wieder öffentliche Wertschätzung erfuhr und als Vorbild für die Kunst im Nationalsozialismus hervorgehoben wurde, begrüßte Kampf in dem Gemälde Der 30. Januar 1933 (1938). Darin stellte er den Fackelzug von SA, SS und Stahlhelm von der Charlottenburger Chaussee durch das Brandenburger Tor zur Wilhelmstraße in Berlin zur Feier der Machtübernahme Hitlers dar.

## Werke (Auswahl)

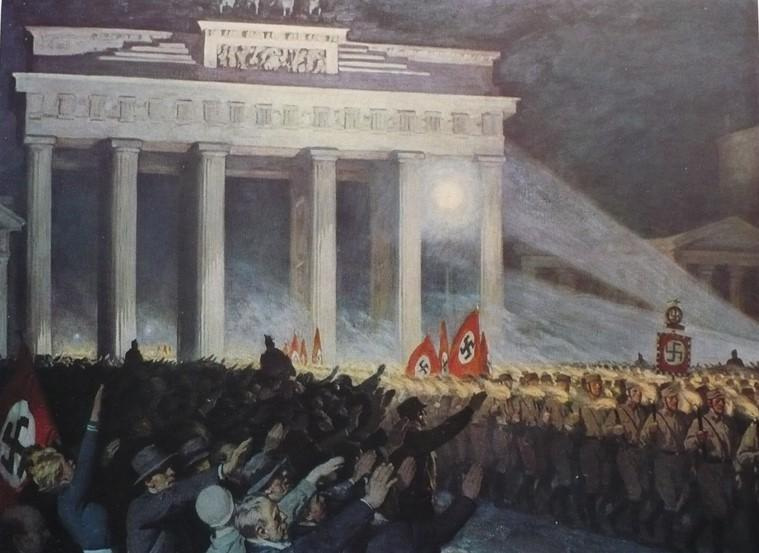
Der 30. Januar 1933 (1938)

- 1883: Aachener Faschingszug, 26 Zeichnungen, Suermondt-Ludwig-Museum[12]
- 1886: Die letzte Aussage, Museum Kunstpalast
- 1887: Gebet nach der Schlacht bei Leuthen (Der Choral von Leuthen), Fresko im Hause des Kommerzienrats Peill in Düren (zerstört)
- 1887/1888: Besuch Friedrichs des Großen im Schloss zu Lissa
- 1888: Aufbahrung der Leiche Kaiser Wilhelms I. im Berliner Dom (Wilhelm I. auf dem Katafalk), Museum für Kunst und Kulturgeschichte Dortmund (Skizze), Neue Pinakothek München (Gemälde)
- 1889: Der schlafende Zieten an der Tafel Friedrich des Großen
- 1891: Professor Henrik Steffens begeistert seine Zuhörer für den Freiheitskrieg, Breslau 1813, zuletzt Universität Breslau (verschollen)
- 1891: Einsegnung von Lützows Freiwilligen in der Kirche zu Rogau, Staatliche Kunsthalle Karlsruhe
- 1891–1902: Darstellungen zur Arbeit des Volkes (Ernte, Walzwerk, Kinder- und Altenfürsorge), Fresken für das Kreishaus Aachen[13]
- 1893: Ansprache Friedrichs des Großen an seine Generäle in Koeben
- 1893: Volksopfer 1813 (Gold gab ich für Eisen), Museum der bildenden Künste Leipzig
- 1896: Mit Mann und Roß und Wagen hat der Herr sie geschlagen (verschollen)
- 1897: Kalvarienberg
- um 1900: Friedrich der Große als Fahnenträger, Deutsches Historisches Museum Berlin
- 1905/06: Szenen aus dem Leben Ottos des Großen, dreiteiliges Wandgemälde im Kaiser-Otto-Saal des Kulturhistorischen Museums Magdeburg
- 1907: Der Knabe in Rot, Alte Nationalgalerie Berlin (Darstellung des Sohns Otto Kampf, 1904–1989)
- 1907: Der Artist (Der Akrobat), Alte Nationalgalerie Berlin
- 1910: Hugo Reisinger, Porträt (Sitzbild)
- 1910: Selbstporträt
- 1912/1913: Königin Luise von Preußen, Porträt zur Ausstattung der Empfangshalle der Deutschen Botschaft in St. Petersburg
- 1913: Walzwerk, Reichspatentamt, heute Deutsches Patent- und Markenamt Berlin[14]
- 1913/1914: Fichtes Rede An die deutsche Nation, Wandgemälde in der Aula der Berliner Universität in der Alten Bibliothek (im Zweiten Weltkrieg zerstört)[15]
- 1915: Karfreitag in einer französischen Kirche (Wir treten zum Beten vor Gott den Gerechten)
- 1916: Israelitische Schule
- 1916: Engl. Clerkmann, Studie, Brustbild, Ölgemälde[16]
- Elf Handzeichnungen, Studien zu dem Gemälde Aachener Bürger bitten General Jourdan um Schonung der Stadt, Suermondt-Ludwig-Museum[17]
  - Nr. 1: Marschal Jourdan (Bleistift und Kohle), L 63, B 48 cm
  - Nr. 2: Säbel des Jourdan (Kreide), L 31, B 48 cm
  - Nr. 3: Dr. Vossen (Kreide), L 64, B 48 cm
  - Nr. 4: Dr. Vossen im Reisemantel, (Blei u. Kohle), H 50, B 37 cm
  - Nr. 5: Hand mit Stadtschlüssel (Kreide), H 47, B 32,5 cm
  - Nr. 6: Der Verwundete, sign. A. Kampf, (Blei u. Kreide), H 36, B 31 cm
  - Nr. 7: Der Verwundete u. ein Sitzender, sign A. Kampf, (Blei u. Kreide), L 33, B 31,5 cm
  - Nr. 8: Soldatenkopf, Rückseite General Mariette (Kohle), L. 48, B 32 cm
  - Nr. 9: Soldat mit erhobener Hand, sign. A. Kampf, (Kohle), L 41, B 29 cm
  - Nr. 10: Soldat mit Pfeife in der Hand, sign. A. Kampf, (Kohle), L 45,5, B 32 cm
  - Nr. 11: Soldat mit Pfeife im Mund, L 64, B 30 cm
  - Nr. 13: Ölstudie General Jourdan, Lw., Wert 1.000 Mark, GK 651
  - Nr. 14: Sitzendes Mädchen mit Krug
  - Nr. 16: Federzeichnung mit symb. Darstellung des Roten Kreuzes, sign. A. Kampf 94[18]
  - Nr. 48: Studie zum Aachener Historienbild, Kreide auf Papier.[19]
- Ölskizze zu dem Aachener Historiengemälde[20]
- 1938: Der 30. Januar 1933[21]